# Robert Dallek
Robert Dallek (16 de mayo de 1934), es un historiador estadounidense, especialista en presidentes de Estados Unidos. Estudió historia en la Universidad de Illinois, tras lo cual obtuvo un doctorado en la Universidad de Columbia. 
Es académico de la Universidad de Boston; también fue profesor en la UCLA y en Oxford. Trabajó durante cuatro años estudiando los archivos desclasificados sobre Henry Kissinger. También es colaborador del New York Times y del Washington Post.

## Obras publicadas
- Lone Star Rising: Lyndon Johnson and His Times, 1908-1960
- Flawed Giant: Lyndon Johnson and His Times, 1961-1973
- Hail to the Chief: The Making and Unmaking of American Presidents
- The Great Republic: A History of the American People, Volume 2 (junto a Bernard Bailyn, David B. Davis, David H. Donald, John L. Thomas y Gordon S. Wood)
- Ronald Reagan: The Politics of Symbolism
- The American Style of Foreign Policy: Cultural Politics and Foreign Affairs
- Franklin D. Roosevelt and American Foreign Policy, 1932-1945
- Democrat and Diplomat: The Life of William E. Dodd
- John F. Kennedy: An Unfinished Life, 1917-1963.
- Nixon and Kissinger: Partners in Power